# La Chapelle-sur-Erdre

La Chapelle-sur-Erdre este o comună în departamentul Loire-Atlantique, Franța. În 2009 avea o populație de 17,330 de locuitori.